# Кондратьєв Максим Валерійович
Максим Валерійович Кондратьєв (рос. Максим Валерьевич Кондратьев; 20 січня 1983, м. Тольятті, СРСР) — російський хокеїст, захисник. Виступає за «Трактор» (Челябінськ) у Континентальній хокейній лізі. Майстер спорту.
Вихованець хокейної школи «Лада» (Тольятті). Виступав за «Лада» (Тольятті), ЦСК ВВС (Самара), «Сент-Джонс Мейпл-Ліфс» (АХЛ), «Торонто Мейпл-Ліфс», «Гартфорд Вульф-Пек» (АХЛ), «Портленд Пайретс» (АХЛ), «Нью-Йорк Рейнджерс», «Анагайм Дакс», СКА (Санкт-Петербург), ЦСКА (Москва), «Салават Юлаєв» (Уфа), Локомотив Ярославль, «Гуменне».
В чемпіонатах НХЛ — 40 матчів (1+2).
У складі національної збірної Росії учасник чемпіонатів світу 2004 і 2007 (11 матчів, 0+0). У складі молодіжної збірної Росії учасник чемпіонатів світу 2002 і 2003.
Досягнення
- Бронзовий призер чемпіонату світу (2007)
- Бронзовий призер чемпіонату Росії (2003)
- Володар Кубка Гагаріна (2011)
- Переможець молодіжного чемпіонату світу (2002, 2003)